# Municipio de Prairie (condado de Washington)
El municipio de Prairie (en inglés: Prairie Township) es un municipio ubicado en el condado de Washington en el estado estadounidense de Arkansas. En el año 2010 tenía una población de 4023 habitantes y una densidad poblacional de 58,75 personas por km².

## Geografía
El municipio de Prairie se encuentra ubicado en las coordenadas 36°3′48″N 94°6′2″O / 36.06333, -94.10056. Según la Oficina del Censo de los Estados Unidos, el municipio tiene una superficie total de 68.47 km², de la cual 67.54 km² corresponden a tierra firme y (1.37%) 0.93 km² es agua.

## Demografía
Según el censo de 2010, había 4023 personas residiendo en el municipio de Prairie. La densidad de población era de 58,75 hab./km². De los 4023 habitantes, el municipio de Prairie estaba compuesto por el 94.56% blancos, el 1.27% eran afroamericanos, el 0.87% eran amerindios, el 1.14% eran asiáticos, el 0.02% eran isleños del Pacífico, el 1.09% eran de otras razas y el 1.04% pertenecían a dos o más razas. Del total de la población el 2.66% eran hispanos o latinos de cualquier raza.